# Éter divinílico
Éter divinílico, éter vinílico ou  etenoxieteno (IUPAC) é o composto orgânico com a fórmula O (CH = CH 2 ) 2 . É um líquido incolor e volátil que tem interesse principalmente como anestésico inalatório. É preparado tratando bis (cloroetil) éter com base.

## História
As técnicas analíticas utilizadas para estudar sua farmacologia estabeleceram as bases para o teste de novos agentes anestésicos. O éter vinílico foi preparado pela primeira vez em 1887 por Semmler a partir de seu análogo substituído com enxofre, sulfeto de divinila (obtido do óleo essencial de Allium ursinum L.), por reação com óxido de prata . Em 1899, Knorr e Matthes obtiveram baixos rendimentos de éter vinílico por metilação exaustiva da morfolina.
Cretcher et al. relatou, em 1925, o que se tornaria a base de um método industrial de produção de éter vinílico. Foi afirmado que a ação do hidróxido de sódio aquecido sobre o éter β, β`-diclorodietílico produziu um líquido com ebulição a 39º °C (entre outros produtos identificados). No entanto, em um processo sutilmente modificado, Hibbert et al. relatou o isolamento de um produto fervendo em 34-35 °C, "éter divinílico". Finalmente, em 1929, uma patente concedida à Merck & Co relatou o isolamento do éter vinílico com ebulição ca. 28 °C. O ponto de ebulição atualmente aceito do éter vinílico é 28,3 °C; a patente da Merck, portanto, foi a primeira a relatar o isolamento de um produto puro.
Antes mesmo de seu isolamento e caracterização, a aplicação de um éter insaturado como anestésico interessou a alguns farmacologistas . Um desses farmacologistas, Chauncey Leake, ficou particularmente cativado pelo então teórico éter vinílico. Leake previu que o éter vinílico combinaria as propriedades de dois agentes anestésicos, éter etílico e etileno .
Como um anestésico, o etileno tem muitas propriedades favoráveis, embora sua potência muito baixa muitas vezes requeira condições de hipóxia para atingir a anestesia completa. O éter etílico, por outro lado, é um anestésico relativamente potente, mas fica aquém do etileno em alguns aspectos. Em comparação com o éter, o etileno tem uma ocorrência muito menor de náuseas pós-operatórias; além disso, o etileno tem tempos de indução e recuperação mais rápidos do que o éter.
Guiado exclusivamente por previsões baseadas na estrutura, Leake buscou o uso do éter vinílico como um anestésico inalatório. Como o éter vinílico era desconhecido em sua forma pura, Leake abordou químicos orgânicos em Berkeley pedindo-lhes que sintetizassem esse novo anestésico. Os colegas de Leake, no entanto, não conseguiram preparar o éter vinílico; mais tarde, porém, Leake recebeu ajuda de dois químicos de Princeton, Randolph Major e WT Ruigh. Usando amostras recebidas de Princeton, em 1930, Leake e seu colega pesquisador Mei-Yu Chen publicaram um breve estudo caracterizando os efeitos anestésicos do éter vinílico sobre camundongos. Na conclusão deste estudo, eles convidaram cordialmente a novas pesquisas com essa droga.
Este convite foi aceito; em 1933, Samuel Gelfan e Irving Bell, da Universidade de Alberta, publicaram os primeiros testes com éter vinílico em humanos. Eles relataram a experiência do próprio Gelfan ao ser anestesiado com éter vinílico pela técnica de gota aberta. Embora, de acordo com Leake, a anestesiologista Mary Botsford, da Universidade da Califórnia, tenha sido a primeira a administrar clinicamente éter vinílico para uma histerectomia no início de 1932.
Daí em diante, o éter vinílico foi estudado extensivamente em outras instituições, embora o clima político em Berkeley tenha impedido estudos adicionais por Leake. O éter vinílico teve algum sucesso, mas seu uso foi limitado pelas preocupações acima mencionadas de toxicidade hepática e degradação após armazenamento de longo prazo.

## Propriedades
O éter vinílico é um composto bastante instável que, com a exposição à luz ou ao ácido, se decompõe em acetaldeído e se polimeriza em um sólido vítreo. Como muitos outros éteres, o éter vinílico também pode formar peróxidos quando exposto ao ar e à luz. Por essas razões, o éter vinílico é vendido com inibidores, como polifenóis e aminas, para interromper a polimerização e a formação de peróxido. O produto anestésico foi inibido com 0,01% de fenil-α-naftilamina, o que lhe deu uma fluorescência violeta fraca.
O éter vinílico descoloriu rapidamente uma solução de bromo em tetracloreto de carbono ; também é rapidamente oxidado por permanganato de potássio aquoso; o ácido sulfúrico reage com o éter vinílico produzindo uma resina negra de alcatrão e um pouco de acetaldeído.

### Anestésico
Nos Estados Unidos, o éter vinílico era vendido com o nome comercial Vinethene. Além dos inibidores normais, o éter vinílico destinado ao uso anestésico continha um pouco de etanol (1,5-5%) para evitar o congelamento da máscara anestésica . Apesar dos inibidores, os fabricantes alertam que, uma vez aberto, o éter vinílico deve ser usado rapidamente.
No Brasil, o éter era e é utilizado juntamente com oxigênio para induzir anestesias gerais, já que sua inalação é toxica, o produto foi cada dia mais sendo substituído por outros tipos de éteres que são facilmente aplicados e trazem um menor risco de intoxicação ao paciente
O éter vinílico tem um início rápido com pouca excitação após a indução. A indução causa pouca tosse, mas produz aumento da salivação. Durante a anestesia, o éter vinílico pode causar espasmos em alguns pacientes. Em casos raros, essa contração pode causar convulsões; essas convulsões são tratáveis. Além disso, a pré-medicação com morfina-atropina geralmente previne esse problema.  A recuperação do éter vinílico é rápida, com apenas raros casos de náusea e vômito pós-operatório, embora às vezes ocorra cefaleia após a anestesia.
Operações curtas representam pouco perigo para o paciente. Operações mais longas que usam mais de 200 mL de anestésico pode ser perigoso devido à toxicidade hepática e renal. Em uma tentativa de contornar a toxicidade do éter vinílico, mantendo suas propriedades favoráveis, ele foi misturado 1: 4 com éter etílico, produzindo 'Mistura Anestésica de Vineteno' (VAM). O VAM mostra indução e recuperação mais suaves do que o éter etílico sozinho, embora seja relativamente atóxico para procedimentos mais longos. Embora comparado ao éter etílico, o VAM é menos adequado para casos que requerem anestesia profunda.
No geral, os únicos pontos fortes do éter vinílico em comparação com o éter etílico são indução e recuperação favoráveis. Durante a anestesia, o éter vinílico não tem propriedades particularmente maravilhosas e é mais difícil de controlar do que outros agentes. Portanto, o éter vinílico era comumente usado como anestésico preliminar antes da administração do éter dietílico. Além disso, o éter vinílico foi usado apenas para operações curtas ou analgesia, por exemplo, odontologia e obstetrícia. O éter de vinil não era usado com freqüência para operações longas devido à toxicidade, custo e alternativas superiores.